# Ари Пека Лиуконен
Ари Пека Лиуконен (фин. Ari-Pekka Liukkonen; Пијексемеки, 9. фебруар 1989) фински је пливач чија специјалност су спринтерске трке слободним и прсним стилом. Вишетсруки је национални првак и рекордер, учесник Олимпијских игара. светских и европских првенстава и један од најбољих финских пливача свих времена.

## Каријера
Међународну каријеру започео је на европском првенству у малим базенима 2009. у Истанбулу где је пливао као члан финске штафете 4×50 слободно која је у финалу заузела 7. место. Годину дана касније по први пут је наступио и на европском првенству у великим базенима одржаном у Будимпешти, а најбољи резултат на том првенству му је било 12. место у полуфиналу трке на 50 слободно. На светским првенствима дебитовао је у Шангају 2011. где је наступио само у трци на 50 слободно и био тек 27. у квалификацијама. 
Највећи успех у дотадашњој каријери остварио је на европском првенству у Дебрецину 2012. пошто је у финалу трке на 50 слободно испливао време од 22,22 секунде (укупно 4. место) чиме је поправио и свој лични рекорд у овој дисциплини, те успео да се квалификује за ЛОИ 2012. у Лондону. У Лондону је Лиуконен у квалификацијама на 50 слободно испливао време од 22,57 секунди што му је било довољно тек за 25. место, и није успео да се пласира у полуфиналне трке. 
До прве значајније медаље на великим такмичењима дошао је на европском првенству у Берлину 2012. где је успео да освоји бронзано одличје у трци на 50 слободно. Лиуконен је у финалу ове дисциплине испливао време од 21,93 секунде, што је уједно било и време новог националног рекорда Финске.
Учестовао је и на светском првенству у Казању 2015, а најбољи резултат остварио је у штафети 4×100 мешовито која је у квалификацијама заузела укупно 11. место. Потом је наступио и на својим другим олимпијским играма, а у Рију 2016. такмичио се на 50 и 100 слободно и ни у једној од дисциплина није успео да прође даље од квалификација. 
Највећи успех на светским првенствима остварио је у Будимпешти 2017. где је у дисциплини 50 слободно заузео високо 6. место у финалу, а резултат од 21,67 који је испливао у тој трци био је и нови национални рекорд Финске. Такмичио се још и у тркама на 100 слободно, где је био 40. у квалификацијама (49,79 секунди), и на 50 прсно где је заузео 21. место са временом од 27,66 секунди. Месец дана касније освојио је златну медаљу на Универзијади у Тајпеју у трци на 50 метара слободним стилом. 
На светском првенству у корејском Квангџуу 2019. такмичио се у три дисциплине — 21. место на 50 слободно, 44. место на 100 слободно и 43. место на 50 прсно.

## Лични живот
Један је од тек неколико професионалних финских спортиста који се јавно декларише као геј особа.